# Eleição municipal de João Pessoa em 2024

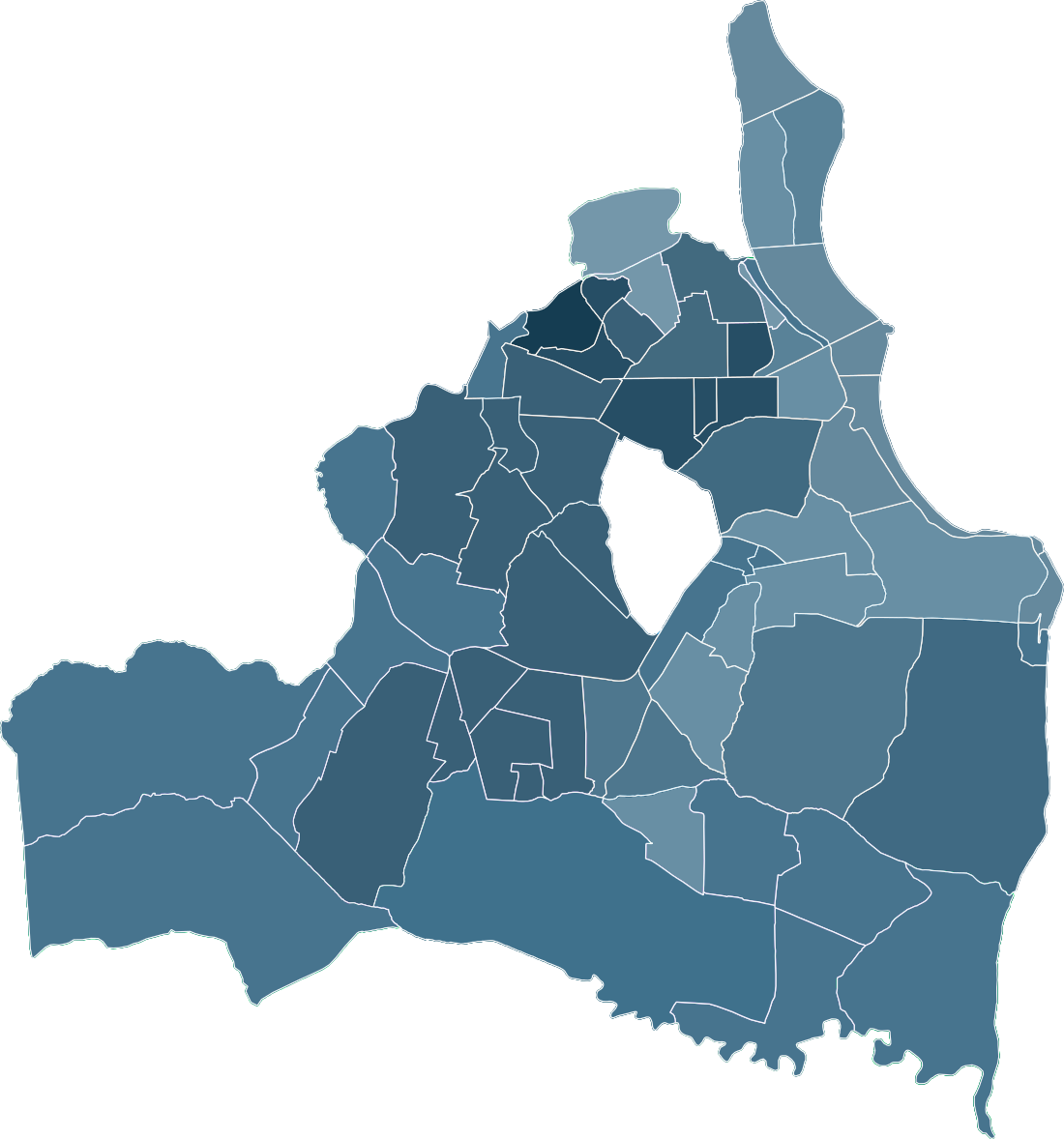
Mapa por bairros 1° turno

A eleição municipal da cidade brasileira de João Pessoa ocorreu no dia 6 de outubro de 2024 (domingo), onde os 566.293 eleitores puderam eleger um prefeito, vice-prefeito e 29 vereadores para a administração pessoense.
Como nenhum candidato atingiu metade dos votos (50%) mais um, uma nova eleição foi disputada no dia 27 de outubro (também um domingo). O prefeito titular e candidato à reeleição Cícero Lucena, do PP, venceu no primeiro turno o ex-ministro da Saúde Marcelo Queiroga por 31.336 votos (205.122, contra 114.282 do candidato do PL). Ruy Carneiro (PODE) ficou em terceiro lugar com 69.712 votos, seguido pelo deputado estadual e ex-prefeito Luciano Cartaxo (PT), que recebeu 49.110. Yuri Ezequiel (UP) recebeu 2.237 votos e Camilo Duarte, do PCO, obteve apenas 213 votos, mas sua candidatura foi indeferida pela Justiça Eleitoral e a votação foi colocada em sub judice. Houve ainda 15.343 votos em branco, 24.544 votos nulos e 109.169 abstenções.
No segundo turno, Cícero Lucena obteve 258.727 votos (63,91% dos votos válidos), contra 146.129 de Marcelo Queiroga (36,09%), além de 11.592 votos brancos, 20.482 nulos e 129.360 abstenções. conquistando a prefeitura municipal pela quarta vez na história. Foi a segunda vez que a eleição foi decidida em 2 turnos de forma consecutiva, o que não ocorria desde 1996.
Entre os vereadores, o PP foi o partido que mais elegeu representantes para a Câmara Municipal (5 cada), seguido pelo Republicanos, que elegeu 4. PL e PSB conquistaram 3 vagas cada. PSD, Avante, PDT e a Federação Brasil da Esperança (representada por PT e PV) elegeram 2 vereadores, enquanto MDB, PODE, DC, Solidariedade, Agir e MOBILIZA obtiveram uma vaga. Guga Pet, do PP, foi o vereador com a maior votação, sendo votado por 10.320 eleitores.

## Antecedentes
Nas eleições de 2020, 14 candidaturas foram registradas para disputar a prefeitura municipal. No primeiro turno, Cícero Lucena derrotou o jornalista Nilvan Ferreira, do MDB (que superou o deputado federal Ruy Carneiro (PSDB/PODE) por apenas 885 votos), obtendo 75.610 votos contra 60.615, e derrotou o candidato emedebista no segundo turno com votação maior (185.055 contra 163.030), voltando à prefeitura de João Pessoa para um terceiro mandato (exerceu a chefia do Executivo municipal entre 1997 e 2005).

## Calendário eleitoral

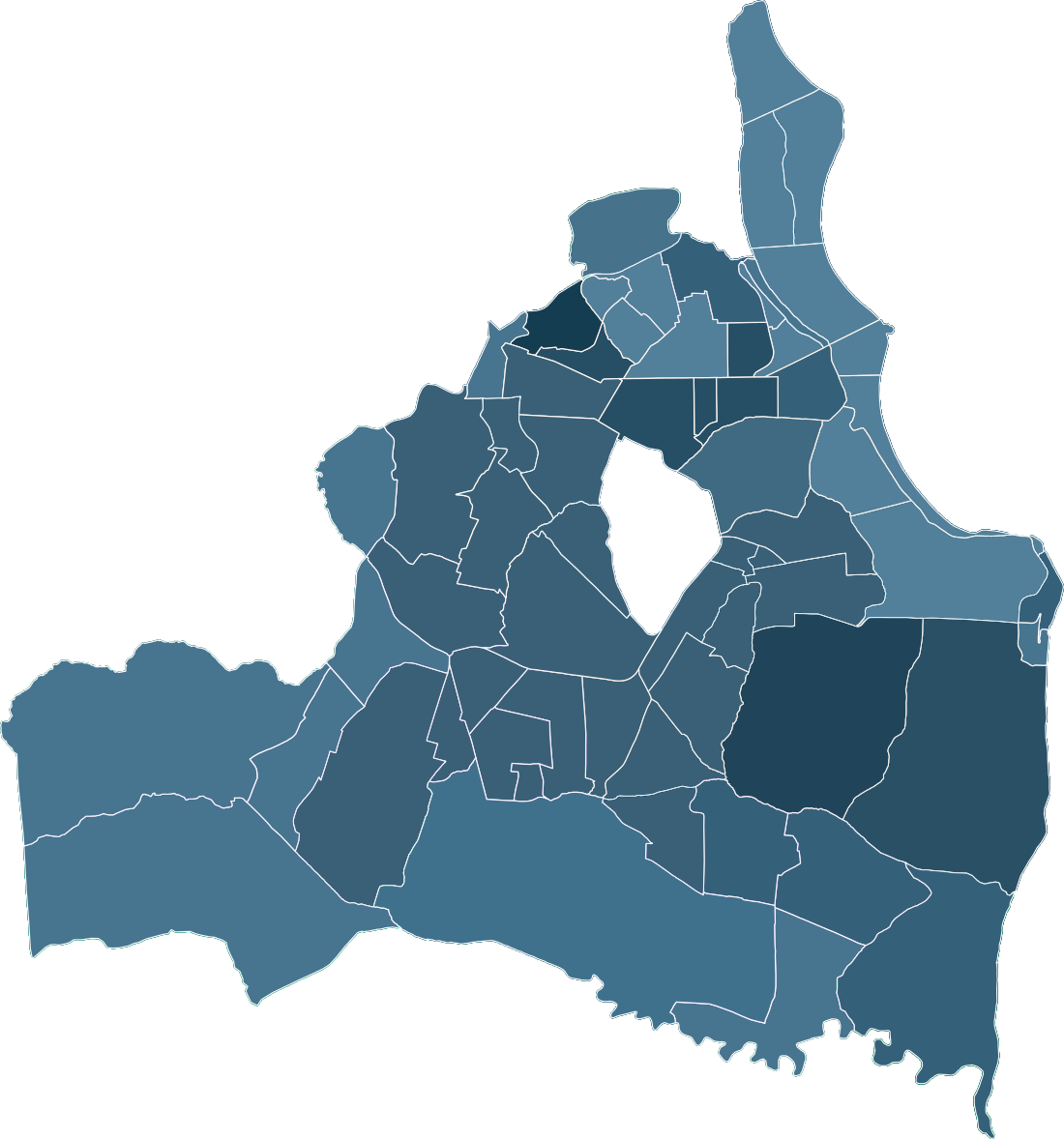
Mapa por bairros 2° turno

| Início        | Fim           | Atividades | Status    |
| ------------- | ------------- | --- | --------- |
| 7 de março    | 5 de abril    | Janela partidária para vereadores trocarem de partido visando concorrer às eleições sem perder o mandato. | Realizado |
| 6 de abril    | 6 de abril    | Data-limite para todas as legendas e federações partidárias obterem o registro dos estatutos no TSE e para todos os candidatos terem domicílio eleitoral na circunscrição em que desejam disputar as eleições com a filiação deferida pelo partido. | Realizado |
| 15 de maio    | 15 de maio    | Início da campanha de arrecadação prévia de recursos na modalidade de financiamento coletivo para pré-candidatos, sem realização de pedidos de voto e obedecendo a regras relativas à propaganda eleitoral na Internet.                             | Realizado |
| 20 de julho   | 5 de agosto   | Realização de convenções partidárias para deliberar sobre coligações e escolher candidatos às prefeituras e aos cargos de vereador. Os partidos têm até 15 de agosto para registrar os nomes na Justiça Eleitoral.                                  | Realizado |
| 16 de agosto  | 16 de agosto  | Início das campanhas eleitorais de forma igualitária, podendo qualquer publicidade ou manifestação com pedido explícito de voto antes da data ser considerada irregular e multada.                                                                  | Realizado |
| 30 de agosto  | 3 de outubro  | Veiculação da propaganda eleitoral gratuita no rádio e na televisão. | Realizado |
| 6 de outubro  | 6 de outubro  | Realização do primeiro turno das eleições municipais. | Realizado |
| 11 de outubro | 25 de outubro | Veiculação da propaganda eleitoral gratuita no rádio e na televisão para o segundo turno. | Realizado |
| 27 de outubro | 27 de outubro | Realização de um eventual segundo turno nas cidades com mais de 200 mil eleitores em que o candidato a prefeito mais votado não tenha atingido a metade mais um dos votos válidos.                                                                  | Realizado |

## Candidaturas
| Nº | Prefeito(a)  | Prefeito(a)      | Prefeito(a)       | Prefeito(a) | Vice-prefeito(a) | Vice-prefeito(a) | Vice-prefeito(a)  | Coligação                                                                                                  | Tempo no horário eleitoral |
| Nº | Candidato(a) | Candidato(a)     | Partido Federação | Cargos relevantes ou profissão | Candidato(a)     | Candidato(a)     | Partido Federação | Coligação                                                                                                  | Tempo no horário eleitoral |
| -- | ------------ | ---------------- | ----------------- | --- | ---------------- | ---------------- | ----------------- | --- | -------------------------- |
| 11 |              | Cícero Lucena    | PP                | Prefeito de João Pessoa (1997–2005 e desde 2021); Senador (2007–2015), Governador (1994), Vice-governador (1993–1994)                         |                  | Léo Bezerra      | PSB               | "João Pessoa no Caminho Certo" PP, PSD, Republicanos, Avante, DC, PSB, PDT, Agir, MOBILIZA e Solidariedade | 3 minutos e 14 segundos    |
| 13 |              | Luciano Cartaxo  | PT FE Brasil      | Deputado estadual (2003–2007, 2011–2013 e desde 2023), Vice-governador (2009–2011), Prefeito de João Pessoa (2013–2021), Vereador (1997–2003) |                  | Amanda Rodrigues | PT FE Brasil      | "Pra Fazer Mais e Melhor" FE Brasil (PT, PCdoB, PV) e Fed. PSOL REDE (PSOL, REDE)                          | 1 minuto e 56 segundos     |
| 20 |              | Ruy Carneiro     | PODE              | Deputado federal (2011–2015 e desde 2019), Deputado estadual (1999–2011), Vereador (1993–1999)                                                |                  | Amanda CSI       | MDB               | "Mudar Para o Futuro" PODE, União Brasil, MDB, Fed. PSDB Cidadania (PSDB, Cidadania) e PRD                 | 2 minutos e 47 segundos    |
| 22 |              | Marcelo Queiroga | PL                | Médico; Ministro da Saúde (2021–2023) |                  | Sérgio Queiroz   | NOVO              | "Pra Mudar João Pessoa de Verdade" PL e NOVO                                                               | 2 minutos e 1 segundo      |
| 29 |              | Camilo Duarte    | PCO               | Servidor público federal |                  | Val Alves        | PCO               | Partido não coligado                                                                                       | Sem tempo                  |
| 80 |              | Yuri Ezequiel    | UP                | Advogado e presidente do diretório municipal da UP em João Pessoa                                                                             |                  | Josiane Soares   | UP                | Partido não coligado                                                                                       | Sem tempo                  |

### Desistências
Celso Batista (PSOL): Presidente do PSOL na Paraíba, desistiu da candidatura para apoiar à candidatura de Luciano Cartaxo (PT), lançando também uma candidatura a vereador.

## Candidaturas a vereança
Conforme dados informados ao TSE, foram registradas 448 candidaturas a vereador em João Pessoa. A coligação "João Pessoa no Rumo Certo" foi a que lançou o maior número de candidatos (281), seguida pela coligação "Mudar Para o Futuro" (58). Entre os partidos, PP e PL foram os que lançaram mais candidatos na disputa por vagas na Câmara Municipal (31), seguido por 7 legendas com 30 postulantes ao cargo (PSD, Republicanos, Avante, Solidariedade, MDB e MOBILIZA - este último inclui a candidatura de Roberto Tuaregs, que foi indeferida), enquanto PCO, PSTU e PCdoB (que integra a federação com PT e PV) registraram apenas dois candidatos.
O União Brasil, o PRD e a Federação PSDB Cidadania não lançaram nenhuma candidatura a vereador, enquanto PRTB e PMB não fizeram convenções para lançar candidaturas ou apoiar algum candidato a prefeito.
Os candidatos a vereador mais velhos registrados no TSE foram Helena Holanda e Chico Aguiar (ambos nascidos em 1950, sendo que a candidata do PP é uma semana mais velha que o representante do Republicanos), e Lucas Caçula, do MDB, foi o candidato mais novo da disputa por uma vaga no Legislativo municipal (19 anos).
| Partido / Federação           | Número de candidaturas |
| ----------------------------- | ---------------------- |
| PP                            | 31                     |
| PSD                           | 30                     |
| Republicanos                  | 30                     |
| Avante                        | 30                     |
| DC                            | 27                     |
| PSB                           | 27                     |
| PDT                           | 28                     |
| Agir                          | 22                     |
| MOBILIZA                      | 30                     |
| Solidariedade                 | 30                     |
| Podemos                       | 28                     |
| UNIÃO                         | Nenhum candidato       |
| MDB                           | 30                     |
| Federação PSDB Cidadania      | Nenhum candidato       |
| PRD                           | Nenhum candidato       |
| Federação Brasil da Esperança | 18                     |
| Federação PSOL REDE           | 22                     |
| NOVO                          | 25                     |
| PL                            | 31                     |
| UP                            | 5                      |
| PCO                           | 2                      |
| PSTU                          | 2                      |
| Total                         | 448                    |

## Geradoras do guia eleitoral
Em 11 de julho de 2024, uma reunião na sede do Tribunal Regional Eleitoral da Paraíba definiu a ordem das emissoras que gerariam os programas de rádio e televisão No primeiro turno, a distribuição foi a seguinte: entre 30 de agosto e 6 de setembro, a TV Cabo Branco; de 7 a 15, a TV Correio; entre os dias 16 e 24, a TV Manaíra, e entre 25 de setembro a 3 de outubro, a TV Arapuan encerra o rodízio de transmissões. Em um eventual segundo turno, a TV Tambaú será a geradora do guia eleitoral.
A Rádio Tabajara será novamente a emissora responsável pela transmissão do horário eleitoral radiofônico nos dois turnos.

## Debates
Primeiro turno

De acordo com as regras eleitorais, as emissoras só poderão convocar para o debate os candidatos que obtiverem a concordância de pelo menos dois terços de candidatas e candidatos, no caso de eleição majoritária (cargo de prefeito), e de pelo menos dois terços dos partidos ou das federações com candidatas e candidatos, no caso de eleição proporcional (cargo de vereador). Caso não seja possível um acordo, as emissoras de rádio e televisão podem apresentar debates em conjunto para o cargo de prefeito, estando presentes todas as candidatas e todos os candidatos, ou em grupos, com a presença de, no mínimo, três pessoas.
| Data           | Organizador(es)        | Mediação                     | Cícero Lucena (PP) | Luciano Cartaxo (PT) | Ruy Carneiro (PODE) | Marcelo Queiroga (PL) | Camilo Duarte (PCO) | Yuri Ezequiel (UP) | Ref    |
| -------------- | ---------------------- | ---------------------------- | ------------------ | -------------------- | ------------------- | --------------------- | ------------------- | ------------------ | ------ |
| 8 de agosto    | TV Arapuan (Band)      | Luís Tôrres                  | Presente           | Presente             | Presente            | Presente              | Não convidado       | Não convidado      | [ 40 ] |
| 19 de agosto   | TV Master              | Alex Filho                   | Presente           | Presente             | Presente            | Presente              | Não convidado       | Não convidado      | [ 41 ] |
| 19 de setembro | TV Manaíra (RedeTV!)   | Cláudia Carvalho e Heron Cid | Presente           | Presente             | Presente            | Presente              | Não convidado       | Não convidado      | [ 42 ] |
| 28 de setembro | TV Correio (Record)    | Hermes de Luna               | Presente           | Presente             | Presente            | Presente              | Não convidado       | Não convidado      | [ 43 ] |
| 1 de outubro   | TV Tambaú (SBT)        | Daniel Lustosa               | Presente           | Presente             | Presente            | Presente              | Não convidado       | Não convidado      | [ 44 ] |
| 3 de outubro   | TV Cabo Branco (Globo) | Hélter Duarte                | Presente           | Presente             | Presente            | Presente              | Não convidado       | Não convidado      | [ 45 ] |

## Apoios no segundo turno
Após a confirmação do segundo turno entre Cícero Lucena e Marcelo Queiroga, os candidatos derrotados, demais políticos e partidos políticos posicionaram-se. Nesta seção há uma relação dos endossos declarados após o primeiro turno:
| Cícero Lucena | Cícero Lucena                                               |
| ------------- | ----------------------------------------------------------- |
| Partidos      | PT                                                          |
| Partidos      | Cidadania                                                   |
| Partidos      | Rede Sustentabilidade                                       |
| Políticos     | Márcia Lucena, ex-prefeita de Conde                         |
| Políticos     | Cida Ramos, deputada estadual                               |
| Políticos     | Anísio Maia, ex-deputado estadual                           |
| Políticos     | Marcos Henriques, vereador                                  |
| Políticos     | Lima da Saúde, candidato derrotado a vereador pelo PODE     |
| Políticos     | Márcia da Salada, candidata derrotada a vereadora pelo PODE |
| Políticos     | Samuel Cuidador, candidato derrotado a vereador pelo MDB    |
| Políticos     | Léo Martins, candidato derrotado a vereador pelo MDB        |
| Políticos     | Jessyca Luana, candidata derrotada a vereadora pelo PL      |
| Políticos     | Helô Tavares, candidata derrotada a vereadora pelo PL       |
| Políticos     | Elaine Sousa, candidata derrotada a vereadora pelo PL       |

| Neutralidade | Neutralidade                                                               |
| ------------ | -------------------------------------------------------------------------- |
| Partidos     | UP                                                                         |
| Políticos    | Luciano Cartaxo, deputado estadual e candidato derrotado no primeiro turno |
| Políticos    | Yuri Ezequiel, candidato derrotado no primeiro turno                       |

| Marcelo Queiroga | Marcelo Queiroga                                                       |
| ---------------- | ---------------------------------------------------------------------- |
| Partidos         | PSDB                                                                   |
| Partidos         | PODE                                                                   |
| Partidos         | União Brasil                                                           |
| Políticos        | Pedro Cunha Lima, ex-deputado federal                                  |
| Políticos        | Ruy Carneiro, deputado federal e candidato derrotado no primeiro turno |
| Políticos        | Amanda CSI, candidata a vice-prefeita derrotada no primeiro turno      |
| Políticos        | Efraim Morais Filho, senador                                           |
| Políticos        | Sergio Moro, senador                                                   |

## Resultados

### Prefeito
Fonte: TSE
| Candidato(a)                                             | Candidato(a)                                             | Vice                                                     | 1º turno 6 de outubro de 2024 | 1º turno 6 de outubro de 2024 | 2º turno 27 de outubro de 2024 | 2º turno 27 de outubro de 2024 |
| Candidato(a)                                             | Candidato(a)                                             | Vice                                                     | Total                         | Porcentagem                   | Total                          | Porcentagem                    |
| -------------------------------------------------------- | -------------------------------------------------------- | -------------------------------------------------------- | ----------------------------- | ----------------------------- | ------------------------------ | ------------------------------ |
|                                                          | Cícero Lucena (PP)                                       | Léo Bezerra (PSB)                                        | 205.122                       | 49,26%                        | 258.727                        | 63,91%                         |
|                                                          | Marcelo Queiroga (PL)                                    | Sérgio Queiroz (NOVO)                                    | 90.940                        | 21,77%                        | 146.129                        | 36,09%                         |
|                                                          | Ruy Carneiro (PODE)                                      | Amanda CSI (MDB)                                         | 69.712                        | 16,71%                        | Não participaram               | Não participaram               |
|                                                          | Luciano Cartaxo (PT)                                     | Amanda Rodrigues (PT)                                    | 49.110                        | 11,77%                        | Não participaram               | Não participaram               |
|                                                          | Yuri Ezequiel (UP)                                       | Josiane Moraes (UP)                                      | 2.237                         | 0,54%                         | Não participaram               | Não participaram               |
|                                                          | Camilo Duarte (PCO)                                      | Val Alves (PCO)                                          | 0                             | 0%                            | Não participaram               | Não participaram               |
| Total de votos válidos                                   | Total de votos válidos                                   | Total de votos válidos                                   | 417.021                       | 91,27%                        | 404.856                        | 92,66%                         |
| Votos anulados sub judice                                | Votos anulados sub judice                                | Votos anulados sub judice                                | 213                           | 0,05%                         |                                |                                |
| → Votos em branco                                        | → Votos em branco                                        | → Votos em branco                                        | 15.343                        | 3,36%                         | 11.592                         | 2,65%                          |
| → Votos nulos                                            | → Votos nulos                                            | → Votos nulos                                            | 24.544                        | 5,37%                         | 20.482                         | 4,69%                          |
| Total de votos                                           | Total de votos                                           | Total de votos                                           | 457.121                       | 80,72%                        | 436.930                        | 77,16%                         |
| Abstenções                                               | Abstenções                                               | Abstenções                                               | 109.169                       | 19,28%                        | 129.360                        | 22,84%                         |
| Total de inscritos                                       | Total de inscritos                                       | Total de inscritos                                       | 566.293                       | 100%                          |                                |                                |
| Relação da população municipal ao total de votos válidos | Relação da população municipal ao total de votos válidos | Relação da população municipal ao total de votos válidos | 833.932                       | 50%                           |                                |                                |
| Relação da população municipal ao total de inscritos     | Relação da população municipal ao total de inscritos     | Relação da população municipal ao total de inscritos     | 833.932                       | 67,91%                        |                                |                                |

## Vereadores eleitos
| Candidato eleito    | Partido        | Votação | Porcentagem | Cidade onde nasceu | Unidade federativa |
| Guga Pet            | PP             | 10.320  | 2,45%       | João Pessoa        | Paraíba            |
| Jailma Carvalho     | PSB            | 10.127  | 2,40%       | João Pessoa        | Paraíba            |
| Dinho               | PSD            | 9.397   | 2,23%       | Niterói            | Rio de Janeiro     |
| João Corujinha      | PP             | 7.562   | 1,79%       | Guarabira          | Paraíba            |
| Edmilson Soares     | PSB            | 6.760   | 1,60%       | João Pessoa        | Paraíba            |
| Chico do Sindicato  | Avante         | 6.147   | 1,46%       | Coremas            | Paraíba            |
| Eliza Virgínia      | PP             | 6.146   | 1,46%       | João Pessoa        | Paraíba            |
| Toinho Pé de Aço    | Republicanos   | 6.004   | 1,42%       | João Pessoa        | Paraíba            |
| Marcos Bandeira     | Avante         | 5.937   | 1,41%       | Guarabira          | Paraíba            |
| Damásio Franca Neto | PP             | 5.904   | 1,40%       | João Pessoa        | Paraíba            |
| Marcos Vinícius     | PDT            | 5.885   | 1,39%       | Jequié             | Bahia              |
| Marmuthe Cavalcanti | Republicanos   | 5.861   | 1,39%       | Juazeiro do Norte  | Ceará              |
| Bosquinho           | PV (FE Brasil) | 5.693   | 1,35%       | João Pessoa        | Paraíba            |
| Marcílio do HBE     | Republicanos   | 5.669   | 1,34%       | Patos              | Paraíba            |
| Odon Bezerra        | PSB            | 5.603   | 1,33%       | João Pessoa        | Paraíba            |
| Marcos Henriques    | PT (FE Brasil) | 5.420   | 1,28%       | Areia              | Paraíba            |
| Durval Ferreira     | PL             | 5.045   | 1,20%       | João Pessoa        | Paraíba            |
| Fabio Lopes         | PL             | 4.951   | 1,17%       | João Pessoa        | Paraíba            |
| Fábio Carneiro      | Solidariedade  | 4.900   | 1,16%       | João Pessoa        | Paraíba            |
| Valdir Trindade     | Republicanos   | 4.779   | 1,13%       | Garanhuns          | Pernambuco         |
| João Almeida        | PDT            | 4.288   | 1,02%       | João Pessoa        | Paraíba            |
| Rômulo Dantas       | MOBILIZA       | 4.119   | 0,98%       | Pombal             | Paraíba            |
| Carlão Pelo Bem     | PL             | 4.067   | 0,96%       | João Pessoa        | Paraíba            |
| Guga Moov Jampa     | PSD            | 3.795   | 0,90%       | João Pessoa        | Paraíba            |
| Ícaro Chaves        | PODE           | 3.717   | 0,88%       | João Pessoa        | Paraíba            |
| Luís da Padaria     | Agir           | 3.694   | 0,88%       | Rio de Janeiro     | Rio de Janeiro     |
| Milanez Neto        | MDB            | 3.653   | 0,87%       | João Pessoa        | Paraíba            |
| Thiago Lucena       | DC             | 3.864   | 0,79%       | João Pessoa        | Paraíba            |
| Tarcísio Jardim     | PP             | 2.994   | 0,71%       | João Pessoa        | Paraíba            |

### Suplentes que assumiram
| Nome             | Partido      | Votos | %    | Observações |
| ---------------- | ------------ | ----- | ---- | --- |
| Mikika Leitão    | Republicanos | 4.022 | 0,95 | 2º mandato. 1º suplente na chapa do Republicanos. Assumiu a vaga de Marcílio do HBE (que assumiu a Secretaria de Mobilidade Urbana de João Pessoa), em 24 de janeiro de 2025 |
| Raoni Mendes     | DC           | 3.185 | 0,75 | 2º mandato. 1º suplente na chapa do DC. Assumiu a vaga de Thiago Lucena (que assumiu a Secretaria de Preservação, Revitalização e Inovação do Centro Histórico), em 5 de fevereiro de 2025 |
| Mô Lima          | PP           | 2.781 | 0,66 | 1º suplente na chapa do PP. Assumiu a vaga de Guga Pet (que assumiu a Secretaria Municipal de Cuidado e Proteção Animalde João Pessoa), em 5 de fevereiro de 2025 |
| Wamberto Ulisses | Republicanos | 2.220 | 0,53 | 3º suplente na chapa do Republicanos. Assumiu a vaga de Marmuthe Cavalcanti (que assumiu a Secretaria de Desenvolvimento Urbano), em 20 de fevereiro de 2025. Inicialmente, a vaga seria ocupada pela Capitã Rebeca (2ª suplente do partido), que fora nomeada para a Secretaria de Segurança em 13 de fevereiro. |